# Odluka o konstitutivnosti naroda u Bosni i Hercegovini
Ustavni sud Bosne i Hercegovine je u srpnju 2000. godine donio povijesnu odluku U-5/98 o konstitutivnosti naroda u Bosni i Hercegovini, kojom se od dva entiteta, Federacije BiH i Republike Srpske (RS), tražilo da izmijene svoje ustave kako bi se osigurala puna ravnopravnost tri konstitutivna naroda na čitavom području BiH. Alija Izetbegović, u to doba predsjedatelj Predsjedništva Bosne i Hercegovine, je zahtjevom od 12. veljače 1998. godine pokrenuo postupak pred Ustavnim sudom Bosne i Hercegovine radi ocjenjivanja suglasnosti Ustava Republike Srpske i Ustava Federacije Bosne i Hercegovine s Ustavom Bosne i Hercegovine.

## Odluka
Ustavni sud Bosne i Hercegovine na sjednici održanoj 30. lipnja i 1. srpnja 2000. godine, donio je djelomičnu odluku u pogledu Ustava Republike Srpske: proglasio sljedeće odredbe, odnosno dijelove odredbi, neustavnim:
- a) stavove 1, 2, 3. i 5. Preambule, dopunjene amandmanima XXVI i LIV,
- b) riječi "država srpskog naroda i" člana 1, dopunjenog Amandmanom XLIV.

U pogledu Ustava Federacije Bosne i Hercegovine, Ustavni sud je proglasio sljedeće dijelove odredbi neustavnim:
- a) riječi "Bošnjaci i Hrvati kao konstitutivni narodi, zajedno sa ostalima, i" kao i "ostvarujući svoja suverena prava" člana I.1(1), zamijenjenog Amandmanom.

Odredbe ili dijelovi spomenutih odredbi ustava za koje je Ustavni sud ocijenio da su u suprotnosti s Ustavom Bosne i Hercegovine prestali da važiti danom objavljivanja ove odluke u Službenom glasniku Bosne i Hercegovine.

## Značaj
U odluci Ustavnoga suda BiH U-5/98 eksplicitno je navedeno kako je konstitutivnost (ustavotvornost) tri naroda "natkrovljujuće načelo" Ustava BiH. Konstitutivnost podrazumijeva i zahtjeva:
1. legitimno predstavljanje
2. međusobnu jednakopravnost tri konstitutivna naroda.

Državni i entitetski domovi (konstitutivnih) naroda i tročlano Predsjedništvo BiH su izborna tijela koja je Ustav BiH namijenio legitimnom predstavljanju međusobno jednakopravnih konstitutivnih naroda: Bošnjaka, Hrvata i Srba. Stoga svaki konstitutivni narod mora u Izbornom zakonu BiH imati zajamčeno pravo i mogućnost samostalno izabrati svoje predstavnike u ta četiri tijela. Svako kršenje toga prava istovremeno krši i temeljno ili natkrovljujuće načelo Ustava BiH, a time i sam Ustav.
S obzirom na to da je Ustav BiH sastavni dio Daytonskog mirovnog sporazuma, kršenje načela legitimnog predstavljanja i međusobne jednakopravnosti konstitutivnih naroda nužno je okarakterizirati kao antiustavan i antidaytonski čin. Načelo međusobne jednakopravnosti konstitutivnih naroda ogleda se i kroz načelo pariteta u izvršnoj vlasti u BiH. Entitetskim ustavima i ustavom BiH točno je propisano koliko ministarskih pozicija pripada svakome konstitutivnom narodu, odnosno njegovim legitimnim predstavnicima u Vladi FBiH i Vladi RS, kao i na koji način se princip pariteta koristi u Vijeću ministara. Stoga se, u skladu s ustavima i Daytonom, izvršna vlast na državnoj i entitetskim razinama mora formirati od stranaka koje imaju većinski bošnjački/hrvatski/srpski izborni legitimitet. Svaki oblik kršenja toga načela je neustavan i antidaytonski čin, kao što je neustavan i antidaytonski i svaki pokušaj i oblik dekonstituiranja nekog konstitutivnog naroda.

## Provedba
Ova odluka je nudila neponovljivu priliku da se ode što je dalje moguće, ali ipak ostane u okvirima Daytonskog mirovnog sporazuma, te da se omogući da BiH postane funkcionalna multinacionalna država. Daytonski model onakav kakav je on sada, s tri konstitutivna naroda i dva entiteta, suštinski je nestabilan. On se mogao pogurati u jednom od dva pravca: u pravcu priznavanja prava trećeg i najmalobrojnijeg naroda, Hrvata, na vlastiti entitet, ili u pravcu pretvaranja oba entiteta u istinski i stvarno multinacionalne entitete. Odluka o konstitutivnim narodima predstavljala je najbolji način da se postojeći entiteti reformiraju u okviru daytonske tvorevine i da se BiH pokrene u ovom drugom pravcu.
Protivnici su ubrzo osudili ovu odluku kao pokušaj da se obori Dayton. Pošto su uspjeli u jednoipolgodišnjem odlaganju ozbiljne rasprave o provedbi, svoje stavove su zaštitili razvodnjenjem budućih reformi što je vise moguće. Pristalice su pozdravili odluku Suda kao političku i ustavnu prekretnicu, te apelirali na domaće vlasti da se usaglase, odnosno na međunarodnu zajednicu da, ako to bude potrebno, nametne dalekosežne reforme kojima bi se poboljšale daytonske strukture.
Visoki predstavnik za Bosnu i Hercegovinu, Vijeće Europe i nekoliko zapadnih prijestolnica su od siječnja 2001. godine entitete gurkali u pravcu razmatranja i utvrđivanja ustavnih promjena neophodnih za provedbu odluke Suda. Ovaj proces uključivao je formiranje multietničkih ustavnih komisija pri entitetskim zakonodavnim tijelima, rad političkih stranaka na izradi njihovih vlastitih prijedloga, konzultacije s međunarodnim ustavnim ekspertima, period u kome se vodila javna debata, međustranačke pregovore, te, na kraju, mjesec dana intenzivnog pregovaranja u Uredu Visokog predstavnika (OHR).
Stranke su 27. ožujka 2002. godine u Sarajevu postigle politički dogovor, usuglasivši se oko paketa pravila i principa koje treba ugraditi u ustavne amandmane u oba entiteta. Visoki predstavnik, veleposlanik Sjedinjenih Država i španjolski ambasador (predstavnik Predsjedništva EU), koji su nadgledali maratonske sesije pogađanja, pohvalili su stranke zbog toga sto su imale hrabrosti da pristanu na kompromise, te se zavjetovali da će se pobrinuti da Sarajevski sporazum bude vjerno pretočen u provodljive amandmane. Iako taj sporazum nije predstavljao najbolje moguće tumačenje odluke Ustavnog suda, niti kompletan katalog svih potrebnih amandmana, njime je ponuđen prihvatljiv okvir zasnovan na kompromisu.

## Posljedice
Izvedbena faza procesa dekonstituiranja Hrvata započela je amandmanima Roberta Barryja, tadašnjeg voditelja misije OESS-a u BiH, na propise Privremenog izbornog povjerenstva, samo mjesec dana pred opće izbore 2000. Barryjevi amandmani su 2001. rezultirali formiranjem Vlade FBiH ("Alijansa") bez stranaka koje su osvojile preko 90% hrvatskih glasova na izborima. Koaliciju je činilo 9 bošnjačkih stranaka i jedna hrvatska, koja je dobila oko 5% potpore Hrvata u FBiH.
Nastavak i vrhunac procesa ustavno-pravnoga dekonstituiranja uslijedio je kroz amandmane na Ustav Federacije BiH nametnute od strane OHR-a. Od 108 amandmana na Ustav FBiH, samo 39 je odobrio Parlament FBiH, a čak njih 69 su nametnuli visoki predstavnici Wolfgang Petritsch i Paddy Ashdown između 2002. i 2004. godine. Za Hrvate u BiH posebno su bili pogubni Petritschevi amandmani iz travnja 2002. godine koji su u međunarodnoj zajednici poznati pod ciničnim nazivom "airport decision" tj. "odluka iz zračne luke" jer ih je Petritsch potpisao doslovno u zračnoj luci, neposredno prije svog odlaska iz BiH. Nametnuti amandmani OHR-a na ustave FBiH i RS službeno su za cilj imali provedbu odluke U-5/98 Ustavnog suda BiH iz 2000. godine. Prije ove odluke u RS su samo Srbi bili konstitutivni, a samo Bošnjaci i Hrvati u FBiH. Nametnuti amandmani su de iure dodali sva tri naroda kao konstitutivne u ustave oba entiteta, ali de facto, Republika Srpska je ostala srpski entitet, a Federacija BiH je od bošnjačko-hrvatske federacije, koja je po Washingtonskom sporazumu trebala ući u konfederaciju s Republikom Hrvatskom, postala bošnjački entitet. Mogućom kontrolom oba doma Parlamenta FBiH, stranke koje predstavljaju bošnjačku izbornu volju imaju mogućnost samostalno formirati izvršnu vlast na razini FBiH (Predsjednik FBiH i dva dopredsjednika te Vlada FBiH).

## Poveznice
- Federalizam u Bosni i Hercegovini
- Barryjevi amandmani
- Hrvatska samouprava u Bosni i Hercegovini
- Demokratska alijansa za promjene
- Sarajevski sporazum o ustavnim promjenama
- Majorizacija Hrvata u Bosni i Hercegovini

### Vanjske
- Dražen Pehar: Petritsch namjerno podgrijava “vrući lonac” BiH nespojivim izjavama, i to čini već dva desetljeća Poskok.info, 26. veljače 2020.